# 笠原中央公民館

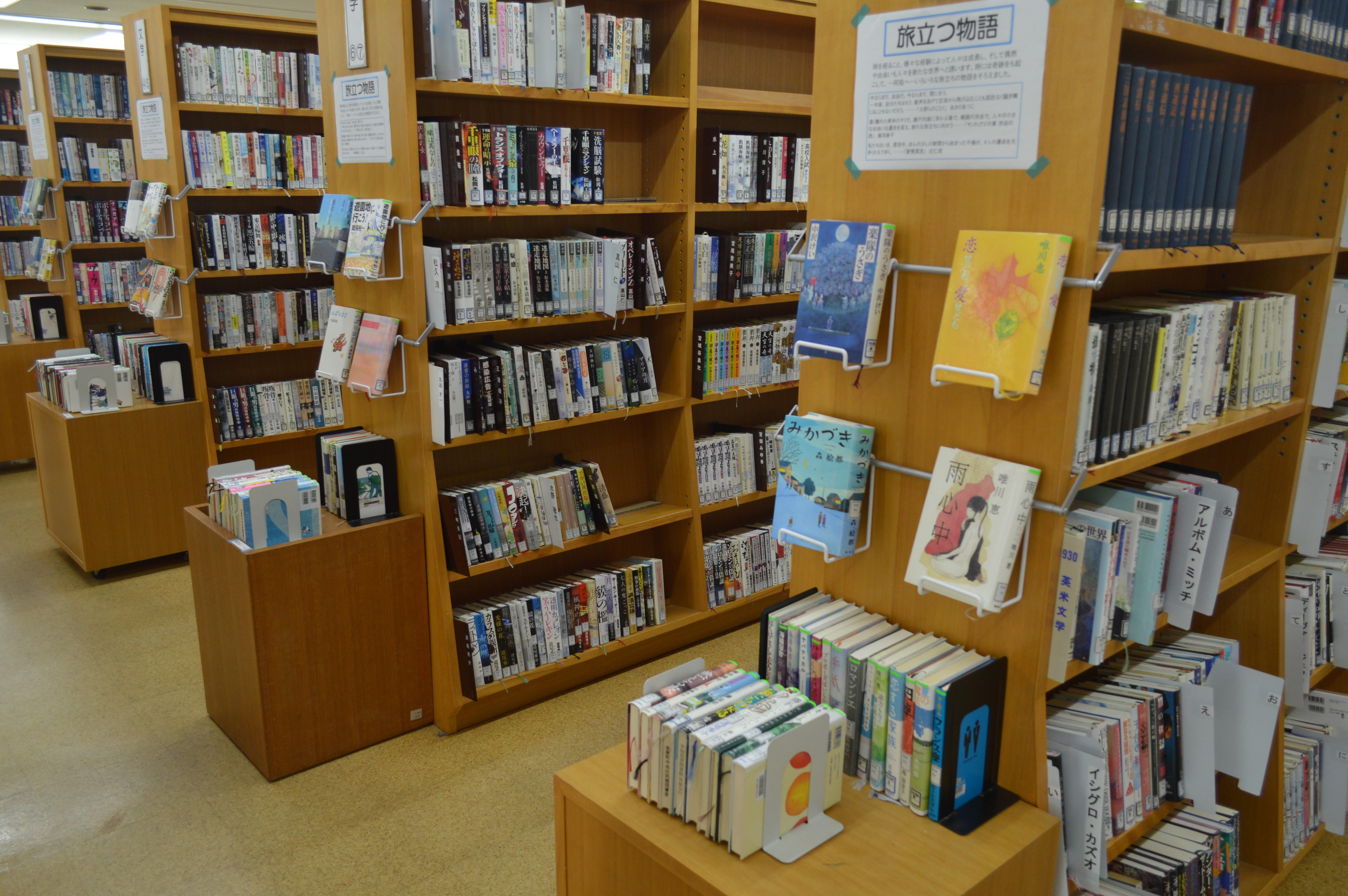
多治見市図書館笠原分館

多治見市笠原中央公民館（たじみしかさはらちゅうおうこうみんかん）は、岐阜県多治見市にある文化施設。607席のホールのほか、2階には多治見市図書館笠原分館がある。

## 歴史
- 1984年（昭和59年）11月2日 - 土岐郡笠原町の笠原町中央公民館として開館。
- 2006年（平成18年）1月23日 - 笠原町が多治見市に編入されたことで多治見市笠原中央公民館に改称。
- 2014年（平成26年）4月1日 - 多治見市役所笠原事務所が館内に設置される。

## 建築概要
- 地上3階・地下1階
- 建築面積 - 4,811.88m2
- 構造 - 鉄筋コンクリート造（一部鉄骨鉄筋コンクリート造）

## 施設
- ホール：607席
  - 固定席：594席
  - 母子室：6席
  - 車椅子席：7席
- 会議室（1～3）
- 視聴覚室
- 研修室
- 和室（1、2）
- 茶室（1、2）
- 準備室
- 料理教室
- 幼児室
- 多治見市図書館笠原分館

## 現地情報
所在地
- 岐阜県多治見市笠原町2081-1

アクセス
- JR中央本線・太多線 多治見駅（多治見駅前バスターミナル）から、東鉄バス笠原線「モザイクタイルミュージアム」バス停下車、徒歩で約1分。

## 周辺
- 多治見市モザイクタイルミュージアム
- 多治見市笠原体育館
- 多治見市消防本部笠原消防署